# Franz Machilek
Franz Machilek (* 9. Januar 1934 in Hustopeče, Tschechoslowakei; † 5. April 2021 in Erlangen) war ein deutscher Historiker.

## Leben
Nach dem Abitur in Augsburg 1953 studierte Franz Machilek von 1953 bis 1963 Philosophie, Theologie, Germanistik, Geschichte und Historische Hilfswissenschaften an der Philosophischen Hochschule St. Stephan (Augsburg), der PTH Dillingen und der Universität München (1955: Philosophicum, Augsburg 1. Staatsprüfung (für das Lehramt), München, 1966 2. Staatsprüfung (für den Höheren Archivdienst), München; Promotion, 1963 Universität München).
Von 1959 bis 1963 war er Verwalter einer Wissenschaftlichen Assistentenstelle am Historischen Seminar der Universität München. Von 1963 bis 1964 war er Assistent beim Corpus Consuetudinum Monasticarum. Von 1964 bis 1966 besuchte er die Archivschule München. Von 1966 bis 1968 war er Sachbearbeiter beim Bayerischen Hauptstaatsarchiv München. Von 1968 bis 1981 war er Sachbearbeiter beim Staatsarchiv Nürnberg. Von 1982 bis 1997 leitete er das Staatsarchiv Bamberg. Von 1982 bis 1989 hatte er einen Lehrauftrag für Archivkunde an der Universität Bamberg. Ab 1989 lehrte er als Honorarprofessor für Mittelalterliche Geschichte und Historische Hilfswissenschaften in Bamberg.
Machilek war Mitglied mehrerer wissenschaftlicher Vereinigungen, unter anderem des Collegium Carolinum, der Historischen Kommission für Schlesien, der Historischen Kommission für die böhmischen Länder und der Historischen Kommission bei der Bayerischen Akademie der Wissenschaften.

## Schriften (Auswahl)
Monographien
- Das Dominikanerinnenkloster zum Heiligen Grab in Bamberg. Erzdiözese Bamberg – Bundesland Bayern. Kunstverlag Peda, Passau 2006, ISBN 3-89643-643-0.
- Jan Hus (um 1372–1415). Prediger, Theologe, Reformator. Biografie. Aschendorff, Münster 2019, ISBN 978-3-402-11099-7.

Herausgeberschaften
- mit Norbert Jung und Stefan Seit: Fides – theologia – ecclesia. Festgabe für Ernst Ludwig Grasmück (= Bamberger theologische Studien. Band 37). Lang, Frankfurt am Main 2012, ISBN 3-631-59396-1.
- Die hussitische Revolution. Religiöse, politische und regionale Aspekte (= Forschungen und Quellen zur Kirchen- und Kulturgeschichte Ostdeutschlands. Band 44). Böhlau, Köln 2012, ISBN 3-412-20891-4.
- mit Joachim Köhler: Gewissen und Reform. Das Konstanzer Konzil und Jan Hus in ihrer aktuellen Bedeutung (= Vertriebene – Integration – Verständigung. Band 2). LIT, Berlin 2015, ISBN 978-3-643-13079-2.